# IC 4648
IC 4648 — галактика типу *2 (подвійна зірка) у сузір'ї Геркулес. Об'єкт був відкритий Гійомом Бігурданом 1 червня 1897 року.
Цей об'єкт міститься в оригінальній редакції індексного каталогу.